# Escola Superior Politécnica do Exército
A Escola Superior Politécnica do Exército (ESPE) constituía um estabelecimento de ensino superior politécnico destinado a formar oficiais técnicos do Exército Português e da Guarda Nacional Republicana. Os alunos da ESPE eram oriundos da categoria de sargentos, frequentando ali um curso superior que lhes dava acesso à categoria de oficial em determinadas especialidades técnicas. A ESPE foi extinta em 2009, na sequência da adequação do ensino superior militar ao Processo de Bolonha, passando as suas funções para a Academia Militar. 

## História
A ESPE tem origem na Escola Central de Sargentos (ECS) criada em 1896, junto à Escola Prática de Infantaria em Mafra. A ECS tinha por missão habilitar os sargentos ao posto de sargento-ajudante para depois poderem ascender aos postos de oficial de infantaria, cavalaria e Quadro de Praças de Guerra e Almoxarifes.
Em 1926, a ECS foi transferida para Águeda.
Com a criação do Quadro Auxiliar dos Serviços do Exército (QSAE) em 1933, os sargentos que terminam a frequência da ECS passam ingressar como oficiais dquele quadro, deixando de ingressar nas armas e serviços de origem.
Em 1955, são criados dois cursos destinados a preparar o pessoal para a manutenção, conservação e reparação de material.
Em 1977, a ECS é transformada em estabelecimento de ensino superior passando a denominar-se "Instituto Superior Militar (ISM)". Nessa altura passa também a dar formação a militares da Força Aérea Portuguesa.
O ISM foi desativado no início da década de 1990.
Em 1996 é criada, na Amadora, a Escola Superior Politécnica do Exército, com uma missão análoga à do ISM, sendo este formalmente e definitivamente extinto. Os sargentos admitidos à ESPE frequentavam cursos de oficial técnico que os habilitavam com o grau académico de bacharel.
Na sequência da adequação do ensino superior militar ao processo de Bolonha, a ESPE é extinta em 2009, passando o ensino politécnico no âmbito do Exército a ser ministrado pela Academia Militar.

## Cursos Superiores
A ESPE ministrava os seguintes cursos de formação de oficiais técnicos:
- Bacharelato em Secretariado e Gestão - destinado ao ingresso no Quadro Técnico de Pessoal e Secretariado (TPESSECR);
- Bacharelato em Exploração das Transmissões - destinado ao ingresso no Quadro Técnico de Exploração das Transmissões (TEXPTM);
- Bacharelato em Manutenção das Transmissões - destinado ao ingresso no Quadro Técnico de Manutenção das Transmissões (TMANTM);
- Bacharelato em Manutenção de Material - destinado ao ingresso no Quadro Técnico de Manutenção de Material (TMANTMAT);
- Bacharelato em Transportes - destinado ao ingresso no Quadro Técnico de Transportes (TTRANS);
- Bacharelato em Enfermagem, Diagnóstico e Terapêutica - destinado ao ingresso no Quadro Técnico de Enfermagem Diagnóstico e Terapêutica (TEDT).

## Ligações Externas
- Sítio da ESPE
- Decreto-lei n.º 248/96 de 24 de dezembro (Criação da ESPE)